# Evippa solanensis
Evippa solanensis Tikader & Malhotra, 1980 è un ragno appartenente alla famiglia Lycosidae.

## Etimologia
Il nome deriva da una località del distretto confinante a quello di rinvenimento degli esemplari: Solan, capoluogo del distretto omonimo; seguito dal suffisso ensis che designa l'appartenenza ad una località geografica.

## Caratteristiche
Il prosoma è più lungo che largo e strozzato nella parte frontale. Somiglia ad E. rubiginosa Simon, 1885, ma ne differisce per due peculiarità: 
1. epigino di struttura differente.
2. Lo sterno è di colore marrone; nella E. rubiginosa è giallo pallido[1].

Le femmine hanno il bodylenght (prosoma + opistosoma) di 6,10 millimetri (3,0 + 3,1).

## Distribuzione
La specie è stata reperita nell'India settentrionale: sono stati rinvenuti esemplari nel villaggio di Kilar, nel distretto di Chamba, appartenente allo stato dell'Himachal Pradesh.

## Tassonomia
Al 2017 non sono note sottospecie e dal 1980 non sono stati esaminati nuovi esemplari.